# Fluctuodon
Fluctuodon — вимерлий рід ссавцеподібних тварин з пізнього тріасу Франції. Його типовий і єдиний відомий вид — Fluctuodon necmergor. Fluctuodon відомий виключно з корінних зубів, які відрізняються від зубів свого близького родича Kuehneotherium своїми менш гострими куспами.